# The Happiness of the Katakuris
The Happiness of the Katakuris (カタクリ家の幸福?, Katakuri-ke no kōfuku, lett. "La felicità della famiglia Katakuri") è un film del 2001, diretto da Takashi Miike, liberamente tratto dal film sudcoreano Jo-yonghan gajok di Kim Ji-Woon.

## Trama
L'incipit del film è realizzato in claymation e mostra una sequenza che non ha alcuna attinenza con il resto della trama: in un ristorante un piccolo demone sbuca fuori da un piatto e strappa l'ugola a una ragazza, quindi fugge ma viene catturato da un corvo nero, generato da un uovo uscito dalla bocca di un serpente. Il demone però riesce a liberarsi, per poi essere definitivamente ucciso dal corvo.
La famiglia Katakuri possiede una pensione situata in montagna, accanto ad un vulcano, aperta con i risparmi di una vita del capofamiglia Masao. Il resto della famiglia è composta dalla moglie ottimista Terue, dal figlio ribelle Masayuki, dalla figlia ingenua e divorziata Shizue, dalla figlia di questa Yurie, che narra il film, e dal nonno Jimpei.
Tutti i componenti della famiglia Katakuri lavorano però a vuoto, poiché i clienti scarseggiano, fino ad una notte di tempesta in cui si materializza uno strano uomo che chiede una stanza. La mattina dopo Shizue scopre il cadavere dell'uomo, che sembra essersi suicidato infilzandosi il collo con un coltello. La famiglia Katakuri, sconvolta, decide di occultare il cadavere, per evitare problemi con la polizia e una pubblicità negativa, e seppellisce il corpo in giardino.
Ma quello è solo l'inizio di una serie di strani avvenimenti e di avventure che si abbatteranno sui Katakuri. Alla pensione giungono infatti altri strani personaggi, che muoiono tutti in circostanze misteriose. Alla famiglia Katakuri non resta altro che seppellire i corpi in giardino.
Inoltre Shizue viene irretita da un truffatore che si fa credere prima un militare della marina statunitense e poi un parente della Regina Elisabetta.
I Katakuri ricevono però anche la visita di un gruppo di normali ragazzi, oltre a quella di una strana famiglia, infine quella di un folle che ha ucciso la moglie e prende in ostaggio Terue davanti ai poliziotti arrivati alla pensione. Masao lo convince a lasciare Terue, proprio quando il vulcano erutta e sommerge tutta la montagna.
La famiglia Katakuri si ritrova miracolosamente salva e unita più che mai. Yurie però annuncia la morte del nonno, che avverrà un anno dopo, ma la famiglia sembra cogliere la notizia con ottimismo.

## Estetica e stile
Il film è una commistione di vari generi quali la commedia grottesca, il musical e l'horror, che fa un largo uso della tecnica di animazione a passo uno claymation, usata per sostituire le parti più splatter della pellicola (ad esempio nella scena dell'incipit, in cui a una ragazza viene estirpata l'ugola).
Per quanto riguarda le scene musicali del film, Takashi Miike propone anche una sequenza in cui viene evidenziato il testo cantato dagli attori, come se fosse un karaoke.

## Distribuzione
The Happiness of the Katakuris è stato presentato in anteprima nel mese di ottobre 2001 al Tokyo International Film Festival. È stato distribuito nelle sale giapponesi a partire dal 16 febbraio 2002.

## Accoglienza

### Critica
Secondo l'aggregatore di recensioni Rotten Tomatoes, il film ha ottenuto un indice di apprezzamento del 69% e un voto di 6,30 su 10 sulla base di 32 recensioni. Il consenso critico del sito recita: «Se non altro, The Happiness of the Katakuris guadagna punti per la sua originalità delirante ed esagerata». Su Metacritic, il film ha ottenuto un voto di 60 su 100 sulla base di 11 recensioni, indicando critiche «miste o nella media».
Kim Newman di Sight & Sound ha affermato che il film, «come molti degli sforzi di Miike […], sembra fin troppo il lavoro di qualcuno che aveva in mente altri sette film, di cui non tutti sono stati inseriti nel suo progetto attuale». Newman ha commentato anche la recitazione, osservando che «le esibizioni vanno tutte bene, ma i singoli attori a volte sembrano competere per lo spazio sullo schermo piuttosto che costruire un ensemble».

## Riconoscimenti
- 2004 – Festival internazionale del film fantastico di Gérardmer
  - Premio della giuria